# Bočnice

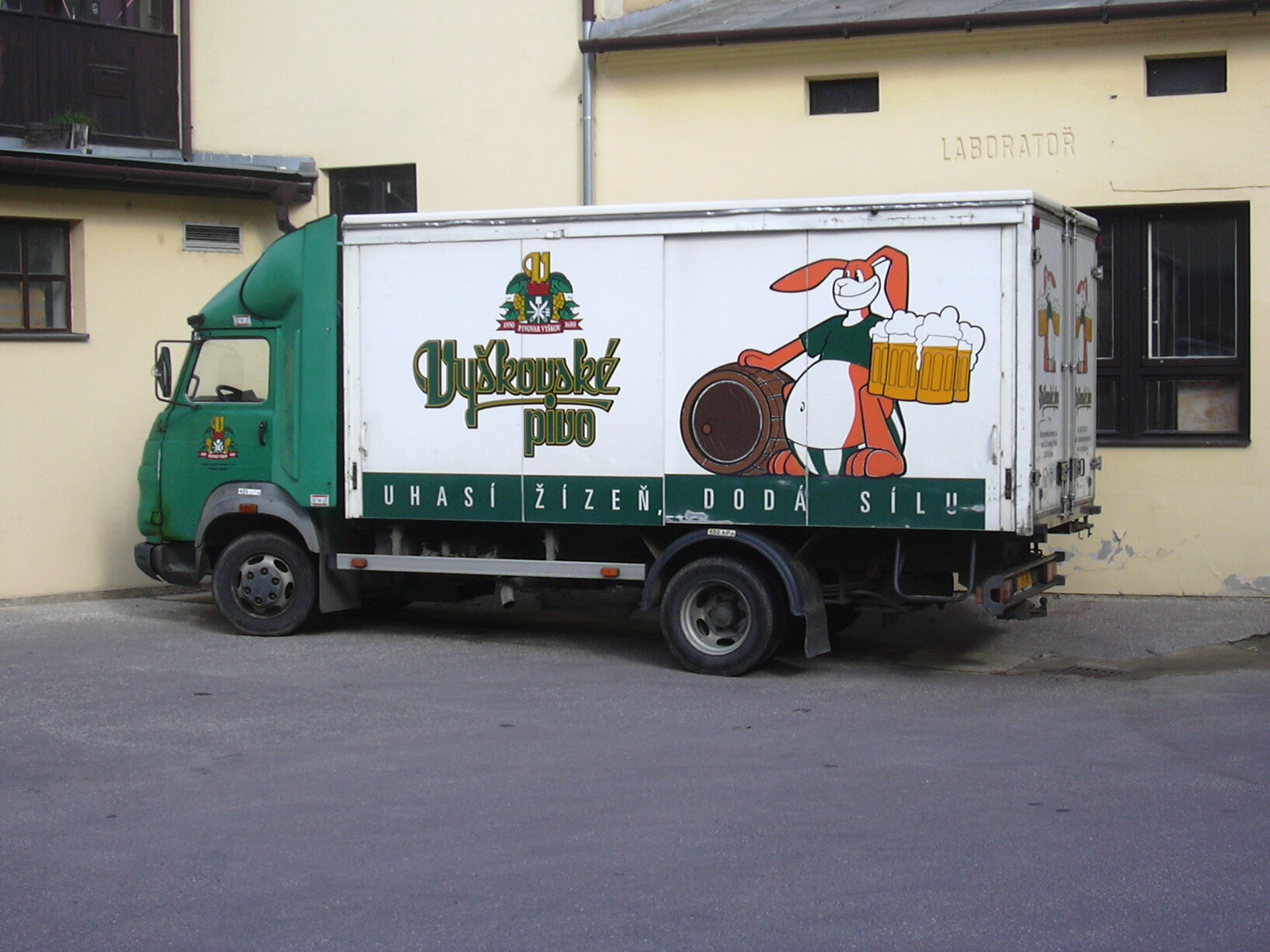
Reklama na bočnici skříňové nástavby

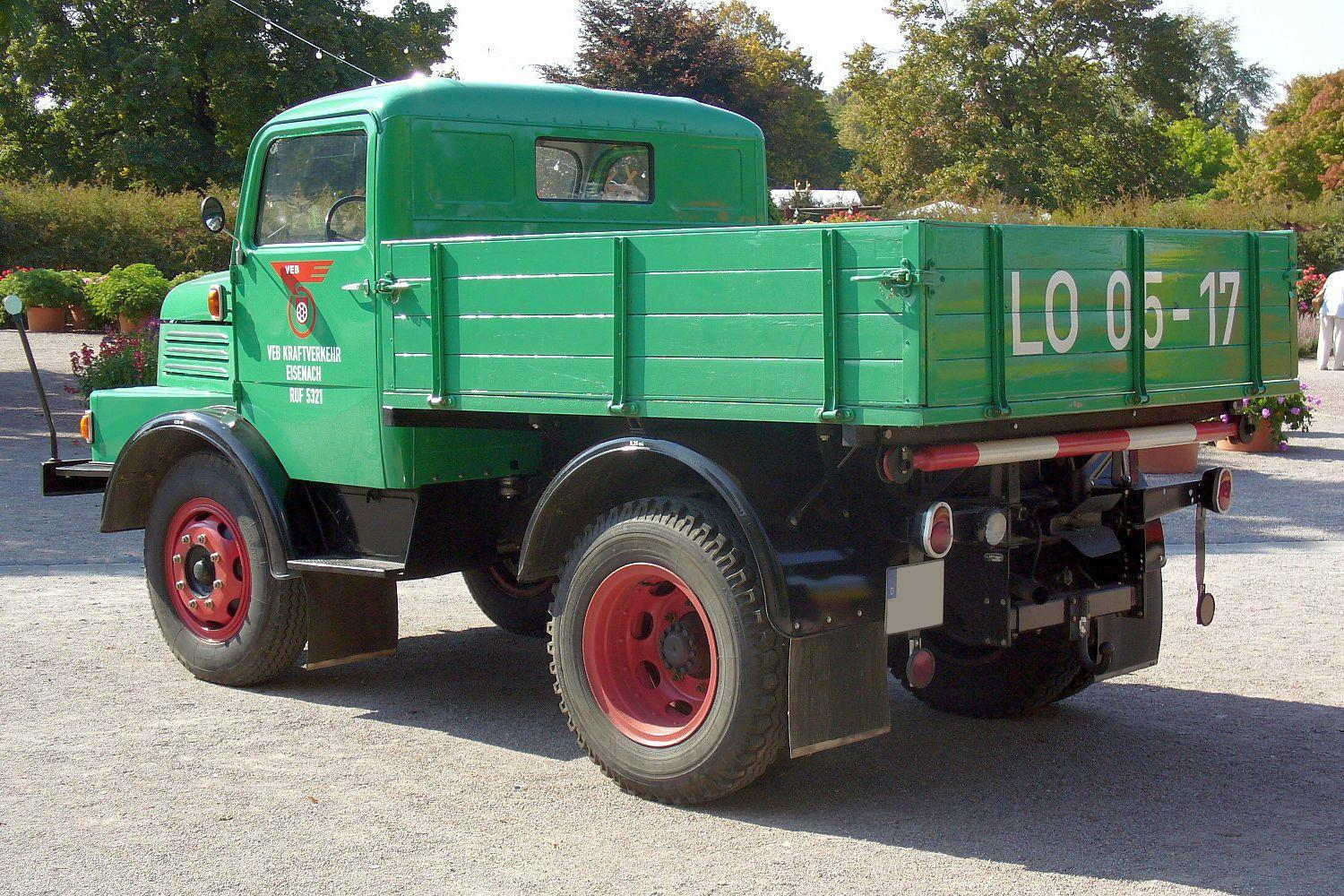
Registrační značka na zadním čele (bočnici) automobilového veterána

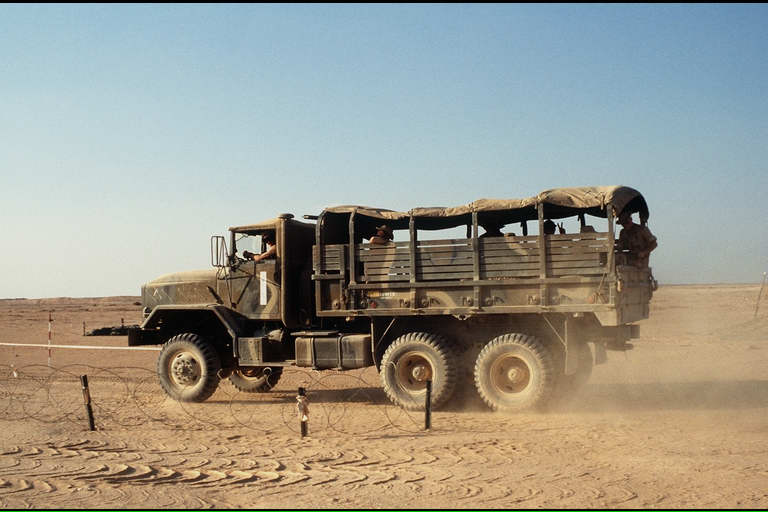
Vojsko se veze na lavicích na korbě vojenského nákladního automobilu

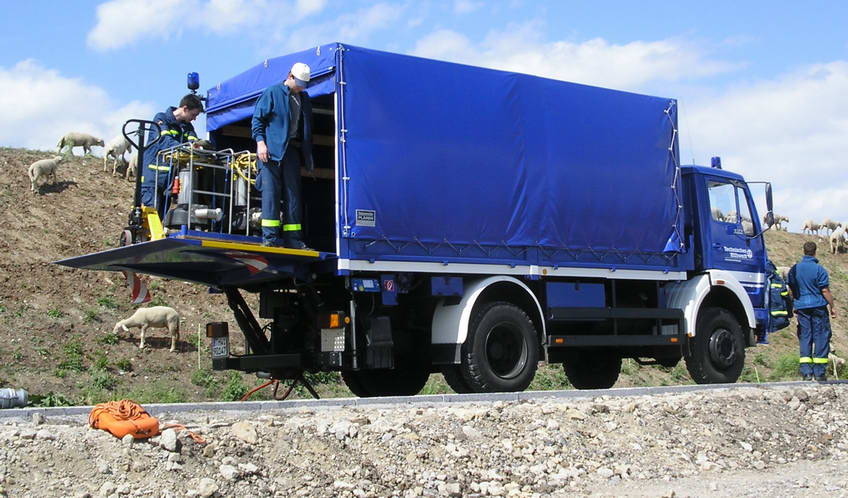
Hydraulická zdvihací plošina, která nahrazuje zadní čelo valníkové nástavby nákladního automobilu

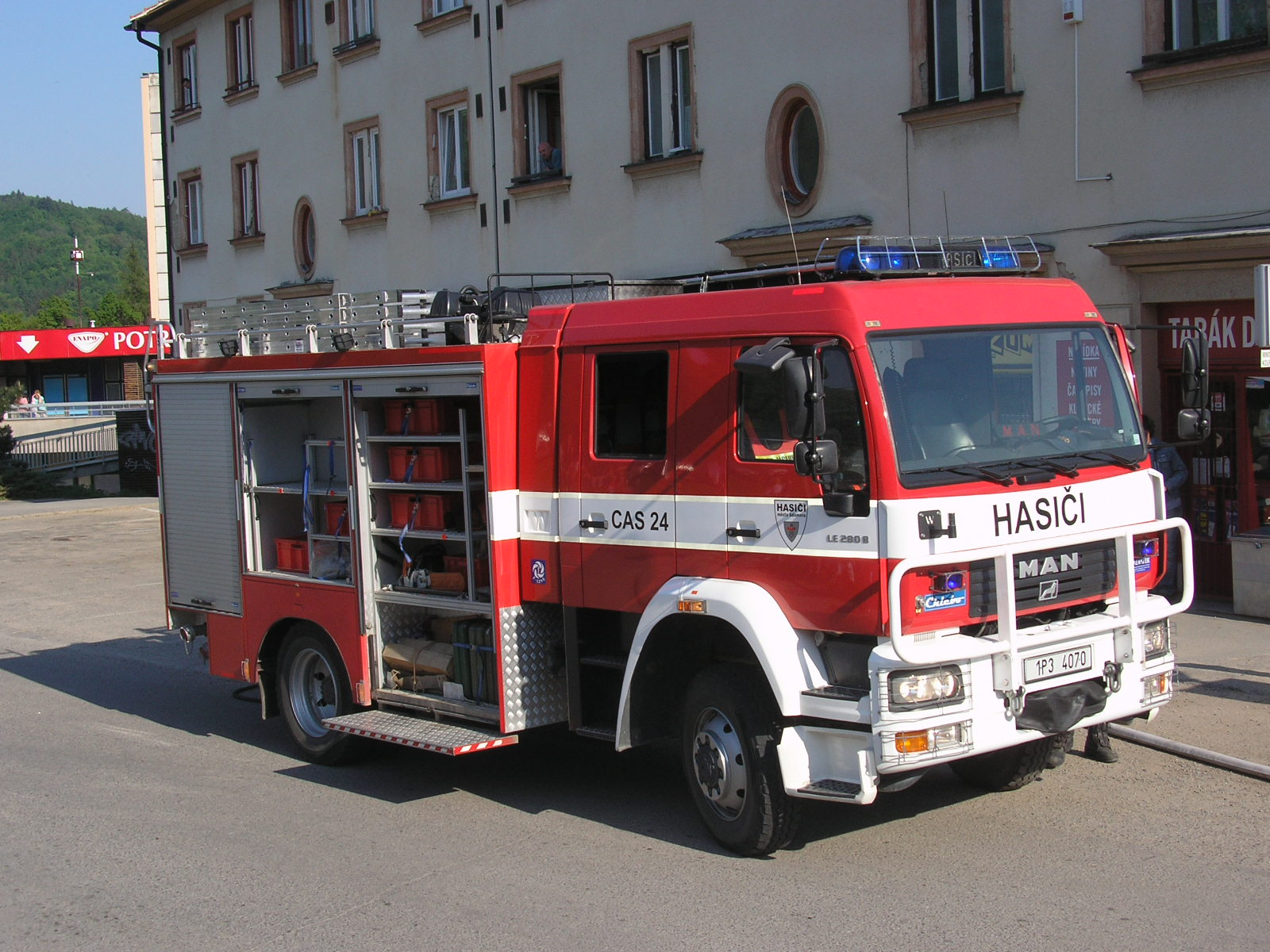
Roletky nahrazující bočnici hasičského nářaďového automobilu

Bočnice v obecném smyslu je boční (postranní) díl vozidla. V užším smyslu je bočnice (hovorově též sajtna) okraj nákladního vozidla, přívěsu, valníku, návěsu apod., často odnímatelný, čímž se usnadňuje nakládání a vykládání přepravovaného materiálu.

## Využití
Bočnice  u nákladních automobilů může být využívána i jako reklamní nosič, např. pro umístění reklamy provozovatele vozidla.
V některých zemích a některých obdobích bylo povinné na bočnice nákladních automobilů vypisovat registrační značku (SPZ). Vozidlo bylo vždy opatřeno vpředu i vzadu standardními tabulkami, ale navíc byla registrační značka vyvedena několik desítek centimetrů vysokými písmeny na bočnicích.
Nákladní automobily s valníkovou nástavbou jsou v armádě běžně využívány k přepravě osob. Lavice pro sezení jsou výklopnou součástí bočnic. Poskytují minimální pohodlí přepravovaným osobám, ale automobil je tak maximálně univerzální.
Pokud se počítá se skládáním nákladu v místech bez dalších manipulačních prostředků (vysokozdvižné vozíky), může být na místě zadní bočnice (čela korby) namontována hydraulická zvedací plošina. V horní poloze tvoří plošina prodloužení podlahy korby a lze ji spustit na úroveň vozovky za vozidlem. Sklopená stojí většinou kolmo a nahrazuje zadní bočnici. Zvedací plošina umožní nakládat a skládat zboží naložené na ručním vozíku: nízkozdvižný vozík i s paletou, rudl i s krabicemi nebo bednami.

## Konstrukce bočnic
Bočnice valníkových a sklápěcích nástaveb nákladních automobilů byly zpočátku konstruovány jako kovové rámy vyplněné dřevem. U sklápěčů byla vnitřní strana často oplechována. Zhruba od 60. let 20. století se výrazně prosazují celokovové svařované bočnice. Dnes jsou bočnice často zhotovovány také z lehkých kovů (hliníku). Bočnice skříňových nástaveb jsou většinou ze sendvičových panelů. Bočnice specializovaných rozvážkových vozidel a skříňových automobilů využívaných jako pojízdné dílny nebo hasičské nářaďové automobily mohou být také v provedení rolety (žaluzie), která se navíjí pod střechu skříně. To je výhodné především ve stísněných prostorách.